# Horia anguliceps
Horia anguliceps es una especie de coleóptero de la familia Meloidae.

## Distribución geográfica
Habita en Borneo (Sumatra).